# مقيبلة (لبنان)
مقيبلة (بالإنجليزية: Mqaible)‏ هي قرية لبنانية من قرى قضاء عكار في وادي خالد، وتقع في محافظة الشمال بلبنان علي الحدود مع سوريا. تقع في منطقة تتألف من 22 قرية في تجمع للقرى يسمى الدريب الأوسط.
يتألف مجلس بلدية المقيبلة من 12 عضواً، وتضم بلدية المقيبلة وحدها أكثر من 7 آلاف نسمة، وتفتقر هذه البلدة إلى مياه الشرب منذ أكثر من 40 سنة، ويحصل السكان على المياه من خلال الصهاريج.